# Lucy Salani
Lucy Salani (geboren als Luciano Salani; * 12. August 1924 in Fossano; † 22. März 2023 in Rom) war die einzige bekannte aus Italien stammende trans Überlebende eines Konzentrationslagers. Allerdings zeigte sie ihre Geschlechtsidentität erst nach dem Krieg offen. Salani, die aus einer antifaschistischen Familie stammte, desertierte sowohl aus der italienischen als auch aus der deutschen Armee. Ende 1944 wurde sie deswegen ins KZ Dachau deportiert, wo sie nach sechs Monaten die Befreiung durch die US-Armee miterlebte. Nach dem Krieg zog sie nach Turin und arbeitete dort in verschiedenen Berufen, bis sie sich nach ihrer Pensionierung in den 1980er Jahren in Bologna niederließ.
Salanis Geschichte blieb in Italien weitgehend unbekannt, bis sie in den 2010er Jahren Gegenstand mehrerer Dokumentarfilme war. Seitdem fand Salani in italienischen Medien immer wieder Erwähnung, unter anderem durch Interviews. Sie hielt zudem häufiger sowohl über ihre KZ-Haft als auch über ihre Erfahrungen als trans Frau Vorträge, beispielsweise bei LGBT-Veranstaltungen.

## Vor und im Zweiten Weltkrieg
Salani wurde 1924 in der Gemeinde Fossano im Piemont geboren. Ihre Eltern stammten aus der Emilia-Romagna und lehnten Mussolini ab, der zwei Jahre zuvor an die Macht gekommen war. Im Laufe der 1930er Jahre kehrten die Salanis schließlich in ihre alte Heimatstadt Bologna zurück. Salani, der bei ihrer Geburt ein männliches Geschlecht zugewiesen worden war, fühlte sich bereits als Kind weiblich. Sie wollte zur Sorge ihrer Mutter immer nur mit für Mädchen typischen Spielsachen wie Puppen spielen und als feminin geltende Tätigkeiten wie Kochen oder Putzen verrichten. Ihre Familie versuchte, dies zu unterbinden, und verlangte von ihr, sich wie ein Junge zu benehmen. So schenkten sie ihr ein Schaukelpferd, das Salani eines Nachts heimlich zertrümmerte.
In ihrer Jugend bemerkte Salani, dass sie sich zu Männern hingezogen fühlte. Sie bezeichnete sich deswegen als homosexuell, obwohl sie sich weiterhin nicht als Mann identifizierte. Bei ihrer Familie stieß das auf Unverständnis. Neben der damals gesellschaftlich weit verbreiteten Ablehnung von Homosexualität belastete Salani vor allem die ständige Bedrohung durch die Schwarzhemden, eine faschistische, paramilitärische Miliz. Wenn schwule Paare von deren Mitgliedern zufällig auf der Straße gesehen oder von Mitbürgern denunziert wurden, seien sie unter anderem verprügelt und mit heißem Teer beschmiert worden. Das habe einen offenen Umgang der Betroffenen mit ihrer Sexualität gefährlich und nahezu unmöglich gemacht. Salani outete sich in jungen Jahren schließlich gegenüber ihrer Familie als Frau. Ihre Angehörigen reagierten auf ihr Outing zunächst negativ. So kam es deswegen zu häufigen Streitereien mit ihrer Mutter und die Brüder weigerten sich, sie mit dem selbstgewählten Namen Lucy anzureden. Ihre Mutter akzeptierte ihre Geschlechtsidentität erst später. Mit ihrem einzigen noch lebenden Bruder versöhnte sich Salani Jahre später ebenfalls.
Im August 1943 wurde Salani in die italienische Armee einberufen. Da schwulen Männern der Soldatenberuf verwehrt war, gab sie im Rekrutierungsbüro offen zu, homosexuell zu sein. Allerdings wurde ihr Geständnis ignoriert, denn damals behaupteten viele Eingezogene dasselbe, um nicht kämpfen zu müssen. Daraufhin wurde Salani einer Artillerie-Einheit in Cormòns zugeteilt. Als Italien am 8. September durch den Waffenstillstand von Cassibile aus den Achsenmächten ausschied, stand sie vor der Wahl, den Krieg auf Seiten der Deutschen fortzusetzen oder als Militärinternierter in deutsche Kriegsgefangenschaft zu gehen. Sie entschied sich, die Uniform abzulegen und sich nach Hause durchzuschlagen. Sie kehrte zu Fuß über Udine nach Bologna zurück, fand dort aber ihre Familie nicht. Diese war in der Zwischenzeit infolge alliierter Bombenangriffe nach Mirandola evakuiert worden. Salani besuchte sie, konnte aber nicht bleiben, da ihre Familie sie aus Angst vor Repressalien, falls man sie finden würde, zu einem Onkel schickte. Salani versteckte sich auf dem Land mit einem anderen Deserteur, bis sie einigen deutschen Soldaten begegneten. Die beiden wurden mitgenommen und geschlagen, woraufhin Salani schließlich ihre Identität preisgab. Sie wurde von den Deutschen vor die Wahl gestellt, sich der faschistischen republikanischen Armee oder der Wehrmacht anzuschließen.
Salani entschied sich für die deutsche Armee. Sie wurde zur Flugabwehr in Suviana beordert, einem Ortsteil von Castel di Casio. Salani sprang bald nach ihrer Ankunft in einen Fluss in der Nähe des Stützpunkts, was zu einer schweren Bronchitis führte. Sie wurde daraufhin in das Krankenhaus von Bologna eingeliefert, aus dem sie floh und erneut desertierte. Sie blieb in der Stadt und verdiente ihren Lebensunterhalt mit Prostitution; unter ihren Freiern befanden sich auch hochrangige deutsche Soldaten. Eines Tages führten die Deutschen in dem Hotel, das sie wenige Minuten vorher mit einem deutschen Offizier betreten hatte, eine Razzia durch, während der sie kontrolliert und so als Deserteur erkannt wurde. Die Deutschen sperrten Salani, bevor sie ihr den Prozess machten, im Keller eines Bauernhauses in Padua ein, den sie jedoch dank des defekten Türschlosses verlassen konnte. Kurz darauf wurde sie erneut festgesetzt.
Salani war zunächst in Gefängnissen in Bologna und Modena inhaftiert, bevor sie vor ein Militärgericht in Verona gestellt wurde. Nach der Fällung des Todesurteils stellte sie ein Gnadengesuch an Albert Kesselring, den Oberbefehlshaber der deutschen Armee in Italien. Dem Gesuch wurde stattgegeben und sie stattdessen zu Zwangsarbeit in einem Arbeitslager in Bernau am Chiemsee verurteilt, in dem Teile der V-Waffen hergestellt wurden. Sie freundete sich im Lager mit einem Mithäftling an, mit dem sie zusammen abermals floh. An der ehemaligen deutsch-österreichischen Grenze stiegen sie versehentlich in den falschen Zug, sodass sie nicht in Italien, sondern in Berlin ankamen. Die beiden schafften es, ihren Verfolgern zu entkommen, indem sie ebenfalls per Zug nach Innsbruck fuhren. Dort fanden sie Zuflucht in einer unbewohnten Hütte, wo ihnen jedoch Nahrung und Heizmöglichkeiten fehlten. Der Hunger und die Winterkälte trieben sie zum städtischen Bahnhof, wo sie erneut die Rückkehr nach Italien wagen wollten. Im Zug wurden sie von deutschen Soldaten gesehen, weshalb Salanis Freund trotz ihrer Warnung ausstieg, davonrannte und erschossen wurde. Sie selbst wurde mit einem anderen Zug ins KZ Dachau deportiert.
Im Konzentrationslager trug Salani wegen ihres Desertierens den roten Winkel für politische Häftlinge. Nach ihrer Ankunft wurde ihr wie allen neu ankommenden Häftlingen der Kopf rasiert, eine Nummer zugeteilt und ihr Körper mit Creolin eingerieben, einem ätzenden Desinfektionsmittel. Laut Salani sei Dantes Inferno im Vergleich zur KZ-Haft ein Parkspaziergang gewesen. Sie und die anderen Häftlinge wären jeden Tag aufs Neue gestorben. Sie bekam die Aufgabe zugeteilt, Leichen mit Nummernschildern zu markieren und auf Karren zum Krematorium zu transportieren. Zudem musste sie zusammen mit anderen neuen Häftlingen Leichen in ein Massengrab außerhalb des Lagers legen. Eines Tages wurden sie und weitere Freiwillige nach München gebracht. Ihnen wurde im Gegenzug zur Verlegung von Eisenbahnschienen eine größere Nahrungsration zugesagt. Salani beschrieb den Ort, der voller Elend gewesen sei, als völlig zerstört und keine Stadt mehr.
Salani machte weitere Beobachtungen im Konzentrationslager: Neben Menschenversuchen, Vergasungen sowie zahlreichen Exekutionen durch Kopfschüsse und den Strang bekam sie mit, wie ein Kapo einen Jungen erwürgte, um ein zusätzliches Stück Brot zu erhalten. Ein anderer Häftling, mit dem sie eines Tages arbeitete, wollte von den Wachen weggeworfene Brotkrusten vom Boden aufsammeln, woraufhin ihm die Zähne ausgeschlagen wurden. Ein anderer entschloss sich, seinen Bruder, der bald hingerichtet werden sollte, selbst zu erhängen, um an dessen Ration zu kommen, was ihn das Leben kostete. Salani sah neben Toten, die am Elektrozaun festhingen, auch Verbrennungen noch lebender Häftlinge und bezeichnete die Leichenberge auf den Karren als ihre schlimmste Erfahrung im KZ. Deswegen habe sie oft gehofft, durch Bombenangriffe der Alliierten umzukommen.
Sechs Monate nach Salanis Ankunft in Dachau war die US-amerikanische Armee auf dem Weg zum KZ. Am Tag der Befreiung mussten sie und andere Häftlinge, nachdem für ihre Evakuierung keine Zeit mehr geblieben war, sich auf dem Appellplatz versammeln, auf dem die Wachmannschaften das Feuer auf sie eröffneten. Salani wurde im Kugelhagel am Bein getroffen und verlor das Bewusstsein. Einige Tage später kam sie in einem Feldlazarett der Amerikaner zu sich. Sie war für tot gehalten und in einem Leichenberg zurückgelassen worden, wo die Befreier sie fanden. Laut Salani erwies sich ihre Immobilität als Glücksfall, da viele andere Verwundete, deren Mägen nicht mehr an normale Nahrung gewohnt waren, im Lazarett zu viel aßen und in der Folge am Refeeding-Syndrom starben.

## Nach dem Krieg

### Leben bis zum Ruhestand
Nach ihrer Genesung kehrte Salani nach Bologna zurück, wobei die Mutter bei der Ankunft der Totgeglaubten in Ohnmacht fiel. Obwohl ihre Familie anlässlich ihrer Rückkehr ein Fest gab, entschloss sich Salani kurz darauf, die Stadt zu verlassen. Ihre Eltern akzeptierten ihre Geschlechtsidentität weiterhin nicht, während ihre Brüder sie aus Scham nicht ihren Freundinnen vorstellen wollten. Deswegen war sie zunächst Darstellerin in einem Travestie-Ensemble und erneut Prostituierte. Die gesellschaftlichen Vorurteile gegenüber trans Personen hätten Letzteres oft als einzige, demütigende Verdienstmöglichkeit für sie gelassen. Danach ging Salani nach Turin, wo sie Anstellung in einer Polsterei fand, ein für Frauen damals seltener Beruf. Sie bekam zunächst einen niedrigen Lohn und war gezwungen, in ihrem Auto zu schlafen. Als sich ihr Verdienst erhöhte, kaufte sie in der Stadt ein Haus. In Turin fing sie zudem mit einer Hormontherapie an.
In dieser Zeit lernte Salani eine Jugendliche namens Patrizia kennen. Da sie Waise war und sonst niemanden hatte, bot Salani ihr an, bei ihr zu wohnen. Salani war für Patrizia eine Art Mentorin und kümmerte sich um sie, die in ihr eine Ersatzmutter sah und sie Mama nannte. Die beiden hielten bis zu Patrizias Tod im Jahr 2014 Kontakt miteinander. Zudem fand Salani während Urlaubsreisen nach Paris zahlreiche Freunde. Sie waren ebenfalls trans, außerdem besuchte sie oft die in der französischen Hauptstadt populären Travestie-Vorstellungen in Revue-Theatern.
In den 1980er Jahren begleitete Salani zwei Freunde nach London, die sich dort einer geschlechtsangleichenden Operation unterzogen. Kurz nach ihrer Ankunft traf sie die Entscheidung, sich ebenfalls operieren zu lassen. Nach dem Eingriff sei sie sehr glücklich gewesen, allerdings würde sie ihn rückblickend betrachtet nicht noch einmal durchführen lassen. Salani begründete dies neben den großen Schmerzen nach der Operation vor allem mit dem dadurch verursachten Verlust der Empfindung im Genitalbereich. Damals sei nicht bedacht worden, diese wieder herzustellen, was für sie ein großer Verlust gewesen sei. Wieder in Italien weigerte sich Salani, ihren Geburtsnamen bei den Behörden ändern zu lassen, da sie etwas, was ihre Eltern ihr geschenkt hatten, nicht ablegen wolle. Ihr Vorname ändere außerdem nichts an ihrer Geschlechtsidentität. Ende des Jahrzehnts ging sie in den Ruhestand, um ihre Eltern zu pflegen, wofür sie sich erneut in Bologna niederließ.

### Gesteigerte Bekanntheit in Italien
Seit Mitte der 2010er Jahre wurde Salanis Geschichte unter anderem durch Dokumentarfilme in der italienischen Gesellschaft allmählich bekannter. Besonders LGBT-Vereinigungen waren an ihrer Vita interessiert, da sie nicht nur als einzige italienische trans Überlebende eines Konzentrationslagers gilt, sondern auch als älteste lebende trans Frau des Landes galt.
So luden die Organisationen Arcigay und deren Ableger Arcilesbica Salani 2018 zu einer Veranstaltung über queere NS-Opfer anlässlich des internationalen Holocaust-Gedenktags ein. Dort erklärte sie bei einer Podiumsdiskussion, ihre Zeit in Dachau nie vergessen und ihren Peinigern nie vergeben zu haben. Sie leide gelegentlich unter Albträumen infolge ihrer Beobachtungen und habe das Gefühl, immer noch dort inhaftiert zu sein. Deswegen sei ihr die Verbreitung von Informationen über die Konzentrationslager wichtig, damit so etwas nie wieder passiere. Ferner kritisierte sie den Umgang mit italienischen KZ-Überlebenden, die von der Gesellschaft vergessen worden seien. Niemand habe sie je nach ihren Erfahrungen gefragt, da vielen das Thema absolut gleichgültig sei und sie nichts darüber wissen wollten. Wenn Salani von sich aus anderen davon erzählte, seien ihre Schilderungen als unwahr und Wunsch nach Mitleid abgetan worden. Für die erlittene Haft erhielt sie eine Entschädigung in Höhe von fünf Millionen Lire. Als sie einen Zuschuss aufgrund der Folgeschäden ihrer Beinverletzung beantragte, habe die zuständige Stelle geantwortet, dass sie froh sein solle, überhaupt noch am Leben zu sein. Sie äußerte zudem ihren Pessimismus in Bezug auf die Zukunft, in der sich, ausgehend von negativen gesellschaftlichen Tendenzen, eine Massenvernichtung jederzeit wiederholen könne und noch schlimmer als im Zweiten Weltkrieg ausfallen werde.
Ebenfalls 2018 veröffentlichte die Presse Informationen über Salanis Privatleben. Sie hatte immer wieder Anträge auf die Aufnahme in Altenheimen gestellt, die stets abgelehnt wurden. Deswegen blieb sie in ihrem Haus im Distrikt Borgo Pangiale von Bologna wohnen, wo sich Freiwillige um sie kümmerten. Dazu gehörten ihre oft viele Jahrzehnte jüngeren Freunde und LGBT-Aktivisten. Einer ihrer Betreuer, ein Mann marokkanischer Abstammung namens Said, zog schließlich dauerhaft bei Salani ein und wurde von ihr als Enkel oder Neffe bezeichnet. Gegenüber den Medien erklärte eine Anwältin der Movimento Identità Trans, einer italienischen Organisation für trans Personen, den Grund der Ablehnungen. Weil Salani sich einer geschlechtsangleichenden Operation unterzogen hatte, gleichzeitig aber nicht den in ihren offiziellen Dokumenten vermerkten (männlichen) Geburtsnamen ändern ließ, gelte sie rechtlich gesehen weder als Mann noch als Frau und könne deswegen nicht als Bewohnerin im Altenheim akzeptiert werden. 2019 wollte Salani laut einem Freiwilligen unter keinen Umständen mehr in ein Altersheim ziehen und sei mit ihrer Wohnsituation inzwischen zufrieden. Daneben fuhr sie zu dieser Zeit immer noch gerne Auto und bestand einige Jahre darauf die ärztliche Untersuchung zur Prüfung ihrer Fahrtauglichkeit. Sie stellte das Fahren dennoch ein, weil das Bein während der Fahrt infolge ihrer alten Schussverletzung stark schmerzte.
2020 kehrte Salani nach Dachau zurück. Im Vorjahr hatte sie einen Brief der Gedenkstätte erhalten, in dem sie zu einer Veranstaltung anlässlich des 75. Jahrestags der Befreiung eingeladen wurde, die jedoch wegen der COVID-19-Pandemie abgesagt werden musste. Sie reiste dennoch in Begleitung von zwei Dokumentarfilmern zur Gedenkstätte und hielt vor einem Mahnmal für die Opfer einen Monolog. Am Ende ihrer Rede brach Salani beim Anblick eines in der Nähe des ehemaligen Krematoriums angebrachten Kreuzes in Tränen aus und erwähnte ihre Ansicht, dass Gott nicht existiere, da es die Konzentrationslager sonst nie gegeben hätte. Stattdessen bestimme allein das Handeln der Menschen das Weltgeschehen. Mittlerweile sei sie zur Erkenntnis gekommen, dass es sich nicht lohne, auf diesem Planeten zu bleiben.
Im Januar 2022 hatte Salani in der Talkshow Oggi è un altro giorno auf Rai 1 ihren ersten Fernsehauftritt. Sie sprach darin unter anderem über ihre von gesellschaftlicher Homophobie geprägte Jugend sowie die Haft in Dachau. Im selben Monat war Salani zu Gast bei Che succ3de? auf Rai 3. Sie war aus ihrer Wohnung zugeschaltet und erzählte erneut von ihrer Haft im KZ. Auf die Frage der Moderatorin Geppi Cucciari, wovor sie dort die größte Angst hatte, erwiderte sie, am Leben zu sein. Wegen der dortigen Bedingungen wäre sie am liebsten gestorben, allerdings sei sie dafür zu lebendig gewesen. Ihre Willenskraft, ihr Optimismus sowie ihre Hoffnung auf eine baldige Befreiung hätten ihr trotz immer wiederkehrender Hoffnungslosigkeit beim Überleben geholfen. Die heutige Jugend bitte sie, Diskriminierung zu bekämpfen und nicht aufzugeben.
In einem weiteren Interview 2022 wurde Salani gefragt, wie sie es geschafft habe, das KZ zu überleben. Sie antwortete, dass es keine Alternative gab und sie nach der Befreiung beschloss, ausgelassen und intensiv zu leben, unter anderem durch ihre Stelle in der Revue und viele Reisen. Allerdings habe der Schatten des KZs sie nie verlassen, weswegen sie manchmal das Gefühl habe, dort gestorben zu sein. Durch ihre Erfahrungen im Konzentrationslager habe sie die Tatsache, noch zu leben, trotz der vielfachen gegen sie gerichteten Diskriminierungen als Wunder betrachtet. Deswegen versuchte sie, in der Nähe geliebter Menschen zu wohnen und stets frei zu bleiben. Zudem lohne sich der Kampf für die persönliche Identität immer, des Weiteren könnten liebevolle Freunde, Familienmitglieder und Partner das Erlittene vergessen lassen, wenn auch nur kurz. Sie habe Dutzende verschiedene Leben gelebt, unter anderem als Sohn und Tochter, Soldat und Gefangener, Prostituierte und Geliebte. In jeder dieser Rollen sei sie jedoch immer sie selbst geblieben.
Im selben Gespräch erwähnte Salani, die Gedenkstätte Dachau vier Mal besucht zu haben. Das sei für sie nie leicht gewesen, da der Ort nach Leid rieche und sie jedes Mal an ihre traumatischen Erfahrungen zurückdenke. Allerdings könne und wolle sie ihre Zeit in Dachau nicht vergessen, da sie großen Respekt vor dem Gedenken habe. Dieses sei ein schätzenswertes Geschenk, das die Wiederholung von vergangenen Fehlern eindämme. Im selben Gespräch äußerte Salani mit Blick auf den Vergleich eines toskanischen Abgeordneten von Anti-Covid-Maßnahmen mit dem NS-Regime gleichzeitig ihre Angst vor einer Wiederholung der Vergangenheit, solange derartige Äußerungen salonfähig blieben. Sie sei jedoch optimistisch, dass das Gedenken und die Arbeit zukünftiger Generationen dies verhindern würden. Zudem wurde Salani nach ihrer Meinung zu einem geplanten Gesetzesvorhaben gefragt, das LGBT-Feindlichkeit in Italien ahnden sollte und vom Senat abgelehnt wurde. Sie antwortete, der italienischen Politik nicht zu trauen. Deren Angehörigen seien nur ihre Agenda und Wählerstimmen wichtig, daneben wäre das Gesetz in einem „zivilisierten“ Land sofort und vorbehaltlos verabschiedet worden.
Im September 2022 nahm Salani an einem Fest der mailändischen Bürgerrechtsorganisation I Sentinelli teil. Bei diesem Fest fanden neben künstlerischen Aktionen wie Musik- und Theateraufführungen unter anderem Podiumsdiskussionen zum Thema Homophobie statt; die Redner waren beispielsweise Aktivisten und ehemalige sowie aktive Politiker. Bei der Veranstaltung Rosa Cenere wurden Exponate der Ausstellung Omocausto von Arcigay Emilia-Romagna präsentiert, die an lesbische, schwule und trans Opfer der NS-Verfolgung erinnerten. Salani erzählte erneut von ihrem Leben und wurde auf den wahrscheinlichen Sieg Giorgia Melonis bei der Parlamentswahl angesprochen. Sie bezeichnete ihn als „Schande“; Melonis Ankündigung, die Rechte der queeren Gemeinschaft einschränken zu wollen, stelle eine „Frechheit“ dar. Die Kandidatin sei „furchtbar“, auch weil sie das vergangene Leid der Gemeinschaft ignoriere.
Am Morgen des 22. März 2023 gab Luca Paladini, Mitglied im Regionalrat der Lombardei, öffentlich bekannt, dass Salani kurz zuvor im Alter von 98 Jahren gestorben wäre.

## Würdigungen
2009 erschien eine von Gabriella Romana verfasste Biografie Salanis mit dem Titel Il mio nome è Lucy. L’Italia del XX secolo nei ricordi di una transessuale. Die Autorin veröffentlichte zwei Jahre danach zudem den Dokumentarfilm Essere Lucy über ihr Leben. Einige Jahre darauf befand sich Salani unter Interviewpartnern des Regisseurs Gianni Amelio für eine Dokumentation über die Geschichte der Homosexualität in Italien von den 1930er bis zu den 1960er Jahren. In Felice chi è diverso befragte er neben Salani, die die einzige weibliche Gesprächspartnerin war, mehrere ältere italienische homosexuelle Männer über die Erfahrungen, die sie aufgrund ihrer Sexualität machten. Die Produktion wurde im Februar 2014 bei den Internationalen Filmfestspielen Berlin in der Sektion Panorama-Dokumente uraufgeführt.
2019 appellierte Francesco Angeli, Vorsitzender der römischen Zweigstelle von Arcigay, an den italienischen Präsidenten Sergio Mattarella, Salani zur Senatorin auf Lebenszeit zu ernennen. Sie sei ein lebendes Zeugnis für die Vernichtung von homosexuellen und trans Personen durch die Nationalsozialisten, was gesellschaftliche Anerkennung verdiene. Angeli verwies dabei auf Liliana Segre, eine italienische Jüdin und Holocaust-Überlebende, die im Jahr davor von Mattarella zur Senatorin auf Lebenszeit ernannt worden war. Neben anderen LGBT-Aktivisten wie Mitgliedern von Arcigay oder Movimento Identità Trans unterstützte die ehemalige Politikerin Vladimir Luxuria das Vorhaben, da KZ-Häftlinge für ihre persönliche Identität einen hohen Preis bezahlten, was nicht vergessen werden dürfe. Als Salani durch die Medien vom Vorschlag erfuhr, reagierte sie ablehnend und fragte einen Reporter, was sie im Parlament überhaupt tun sollte.
2020 begannen die Regisseure Matteo Botrugno und Daniele Coluccini mit den Dreharbeiten zu einem Dokumentarfilm über Salani. Coluccini sah auf Facebook ein kurzes Video, das Salani einige Jahre vorher bei sich zu Hause selbst gedreht hatte. Darin schilderte sie ihre Erfahrungen im KZ. Coluccini zeigte es Botrugno, mit dem er häufig zusammenarbeitet, worauf die beiden beschlossen, Salani wegen ihrer ungewöhnlichen Geschichte zu kontaktieren. Sie besuchten sie schließlich und erklärten ihr, einen Dokumentarfilm über sie drehen zu wollen, womit sie einverstanden war. Botrugno und Coluccini führten daraufhin zunächst über drei Tage verteilt ein langes Interview mit ihr, in dem sie von ihrem Leben erzählte. Laut Salani stimmte sie dem Dreh zu, da die Schilderungen über ihr Leben für sie nicht nur ein Ventil seien, sondern auch anderen Personen, die um ihre Identität und persönliche Würde kämpfen, Hoffnung geben und als Vorbild dienen könnten. Durch Ausgangsbeschränkungen im Zuge der COVID-19-Pandemie war das dreitägige Treffen zunächst die einzige aufgenommene Begegnung zwischen Salani und den Regisseuren.
Botrugno und Coluccini entschieden sich, da sie von Salanis ihrer Ansicht nach außergewöhnlichen und selbstbestimmten Persönlichkeit beeindruckt waren, die Lockerung der Beschränkungen abzuwarten und weitere Gespräche mit ihr zu führen. Sie begleiteten die Porträtierte unter anderem bei ihrem Alltag mit ihren Freunden in Bologna und zum 75. Jahrestag der Befreiung nach Dachau. Zudem verbrachten sie auch außerhalb des Drehs Zeit mit ihr. Selbst nach Ende der Dreharbeiten besuchten die beiden sie regelmäßig, unter anderem an ihrem Geburtstag, und luden sie zur Premiere des Films auf dem Torino Film Festival ein. Im Januar 2022 wurde der Film in den italienischen Kinos veröffentlicht. Der Titel C’è un soffio di vita soltanto basiert auf dem Satz Su un mondo di cose appassite, c’è un soffio di vita soltanto (deutsch In einer Welt voll verdorrter Dinge gibt es nur einen Hauch von Leben), dem Schlussvers eines von Salani während der Schulzeit geschriebenen Gedichts.
Am 21. Juli 2022 wurde Salani von der Regierung der Stadt Bologna im Palazzo d’Accursio die Turrita di Bronzo verliehen. Die stellvertretende Bürgermeisterin erklärte in ihrer Laudatio, dass Salani durch ihr Desertieren spontanen, notwendigen Ungehorsam gezeigt habe, was zu ihrer KZ-Haft führte. Über diese schwere Zeit spreche sie offen und hinterlasse mit ihren Schilderungen darüber ein bewahrenswertes Zeugnis. Daneben müsse die Geschichte ihrer Geschlechtsidentität wertgeschätzt werden, die für gesellschaftliche Individualität stehe. Letztlich sei Salani ein Vorbild für Bologna, eine freie, weltoffene Stadt zu sein, die sich gegen Machtmissbrauch und Ungerechtigkeit einsetzt sowie die Erinnerung an die Vergangenheit bewahrt. Am selben Tag widmete die Cineteca di Bologna der italienischen LGBT-Gemeinschaft einen Themenabend, an dem auch Salani beteiligt war. Sie sowie der Aktivist Franco Grillini standen dabei gemeinsam mit Botrugno und Coluccini auf der Bühne und präsentierten Ausschnitte aus C’è un soffio di vita soltanto.
Nach Salanis Tod wurde sie von mehreren italienischen Organisationen und Personen öffentlich gewürdigt. Die Vizepräsidentin des Europäischen Parlaments Pina Picierno schrieb auf ihren Social-Media-Kanälen, dass Salanis Mut und ihr Kampf für die Freiheit nicht vergessen würden. Arcigay bezeichnete Salanis Leben in einer Stellungnahme als „Symbol des Widerstands und der historischen Erinnerung“. Das Gedenken an sie sei zugleich ein Ansporn, den Kampf um den „unermesslichen Wert einer authentischen Lebensweise“ noch engagierter weiterzuführen. Laut Luxuria erhielt sie von Salani das „notwendige Herzblut“, um sich weiter gegen Hass und Diskriminierung einzusetzen. Botrugno und Coluccini beschrieben die Bekanntschaft mit der „unverwüstlichen, stolzen und außergewöhnlich starken“ Salani als „Privileg und Glück“. Ihre Geschichte werde nicht nur in den Herzen ihrer Liebsten, sondern auch im kollektiven Gedächtnis Italiens weiterleben.